# Império da Rainha
O GRES Império da Rainha, anteriormente GRES Coroa Imperial, é uma escola de samba do carnaval do Rio de Janeiro.

## História
A agremiação foi fundada no ano de 2019, no dia 23 de abril, dia de São Jorge, seu santo padroeiro. Logo se filiou à LIESB para desfilar no grupo de avaliação do Carnaval 2020, no sábado pós-Carnaval.
A escola teve como seu primeiro enredo o bloco carnavalesco Cacique de Ramos. Apresentou diversos problemas em seu desfile, classificando-se em 16º lugar.

## Segmentos

### Presidência
| Mandato               | Presidente                                  | Referência |
| --------------------- | ------------------------------------------- | ---------- |
| Fundação - atualmente | Luiz Carlos Oliveira “Luizinho das Camisas” | [ 2 ]      |

| Mandato               | Presidente de honra     | Referência |
| --------------------- | ----------------------- | ---------- |
| Fundação - atualmente | Comendador Beto Morcego | [ 2 ]      |

### Diretores
| Ano  | Diretor de Carnaval | Diretor geral de harmonia | Mestre de bateria                           | Ref.  |
| ---- | ------------------- | ------------------------- | ------------------------------------------- | ----- |
| 2020 | Renato Cosme        | Renato Silva e Michelle   | Lucas Albuquerque e Jean Oliveira “Baleado” | [ 2 ] |

### Comissão de Frente
| Período | Coreógrafo(a)  | Referência |
| ------- | -------------- | ---------- |
| 2020    | Júnior Ribeiro | [ 2 ]      |

### Casal de Mestre-sala e Porta-bandeira
| Período | Nome                       | Referência |
| ------- | -------------------------- | ---------- |
| 2020    | Rafa Gomes e Nani Ferreira | [ 2 ]      |

### Corte de Bateria
| Período | Rainha         | Musa                                                      | Ref.  |
| ------- | -------------- | --------------------------------------------------------- | ----- |
| 2020    | Camila Valente | Sandra Mara, Suellen Brito, Nathália Thomé, Lary Oliveira | [ 2 ] |

### Intérpretes
| Período | Intérprete oficial | Ref.  |
| ------- | ------------------ | ----- |
| 2020    | Rodrigo Santos     | [ 2 ] |

## Carnavais
| Ano | Colocação | Grupo | Enredo | Carnavalesco | Ref.        |
| --- | --- | --- | --- | --- | ----------- |
| 2020 | 16º lugar | Grupo de Avaliação (quinta divisão)                                                                                   | Na batucada de bamba: Sou cacique, sou raiz! (Compositores:Tinga, Flavinho Queiroga, Rafinha da Ilha, Renan Diniz, Thiago Vaz, Lico Monteiro, Richard Valença, João Perigo, Rony Senna, Kevin Sardou, Thiago Bahiano, Serginho Castro e Douglinhas Campos) | Comissão de Carnaval                                                                                                  | [ 2 ] [ 4 ] |
| Inicialmente adiados para o mês de julho, os desfiles do Carnaval 2021 foram cancelados devido a pandemia de Covid-19 | Inicialmente adiados para o mês de julho, os desfiles do Carnaval 2021 foram cancelados devido a pandemia de Covid-19 | Inicialmente adiados para o mês de julho, os desfiles do Carnaval 2021 foram cancelados devido a pandemia de Covid-19 | Inicialmente adiados para o mês de julho, os desfiles do Carnaval 2021 foram cancelados devido a pandemia de Covid-19 | Inicialmente adiados para o mês de julho, os desfiles do Carnaval 2021 foram cancelados devido a pandemia de Covid-19 | [ 5 ]       |
| 2022 | 14° Lugar | Grupo de Avaliação (quinta divisão)                                                                                   | Umbanda - Raízes Fortes da Espiritualidade Brasileira | Matheus Brito | [ 6 ]       |
| Império da Rainha | | | | |             |
| 2023 | 14º Lugar | Grupo de Avaliação (quinta divisão)                                                                                   | Nzinga - A Divina Mulher | Matheus Brito | [ 7 ]       |
| Após ser rebaixada, a escola ficará suspensa por 2 anos.                                                              | | | | |             |